# Dino e la macchina del tempo
Dino e la macchina del tempo (Dino Time) è un film del 2012 diretto da John Kafka e Yoon-suk Choi.

## Trama
Dino Fitzpatrick, 8 anni, è un ragazzo scatenato e ribelle che vive a Terra Dino, un posto dove sono stati scoperti centinaia di fossili, ed è un grande fan dei dinosauri. In questa città vi è anche la "Roccia del Mistero", chiamata così perché vi è inciso un segno sconosciuto inciso da qualcuno di cui non si conosce l'identità. Un giorno decide di andare con Max, il suo migliore amico, al museo per vedere i fossili non ancora esposti al pubblico in un'area vietata, nonostante sua madre Sue gli abbia detto di farsi trovare al negozio di cui è proprietaria (Dino imbroglia scrivendo sul cartello del negozio che sua madre tornava fra ben 150 minuti anziché 15). Riescono ad eludere le guardie ed il sistema di sicurezza e a vedere l'imponente fossile di un Sarcosuchus, un gigantesco e feroce coccodrillo vissuto nel Cretaceo ma per colpa di Giulia, la sorella di Dino che dà la caccia al fratello per le sue malefatte, vengono scoperti. Dopo una rocambolesca fuga dall'area vietata, i due vengono alla fine beccati. Max se la cava bene ricevendo come punizione il dover aiutare suo padre, il Dottor Diego Santiago, strampalato scienziato inventore, nel suo laboratorio, Dino invece viene messo in punizione dalla madre per ben tre settimane, potendo uscire solo per la cena.
Dopo aver appreso dalla sorella che è stata lei stessa a farlo beccare con le sue foto al cellulare, Dino decide di svignarsela uscendo dalla finestra per andare a trovare Max. La sorella, vedendolo, decide di inseguirlo. Arrivato, viene accolto amichevolmente da Max e da suo padre e scopre che il Dottor Santiago sta lavorando alla sua più grande invenzione: una macchina del tempo a forma di uovo gigante, che funziona tramite una chiave di accensione ma nonostante ci abbia messo 4 anni di continui tentativi ed errori per costruirla, non è ancora funzionante. Giulia becca il fratello con le foto mentre si trova nel laboratorio e beve una Frizzasoda (una bevanda gassata a cui la madre è molto contraria). Arrabbiato per l'ennesima cattiveria della sorella, la insegue per tutto il laboratorio cercando di prenderle il cellulare per cancellare le prove, ma accidentalmente mentre i tre si ritrovano nella macchina del tempo, qualche schizzo di Frizzasoda cade dentro i circuiti della macchina del tempo, facendola attivare e facendoli arrivare nel Mesozoico, l'era dei dinosauri, nel periodo Cretaceo.
Si ritrovano nel nido di Tyra, una gigantesca femmina adulta di Tyrannosaurus Rex. Giulia per un attimo sviene dalla paura, ma Dino nota che il dinosauro non sembra affatto intenzionato ad attaccarli, bensì sta loro sorridendo: vedendo che la macchina del tempo quando è chiusa ha l'aspetto di un uovo capisce che il T-rex li crede i suoi cuccioli. Tyra è la protettrice della Valle Alta (un luogo prospero dove i dinosauri vivono felicemente nella prosperità) e adotta i cuccioli di dinosauri rimasti orfani per dare loro una casa. Chiama gli altri dinosauri per far vedere loro i bambini, che restano meravigliati dal trovarsi circondati da veri dinosauri. Max in seguito prova a riaccendere la macchina del tempo per tornare a casa, ma scopre che non funziona perché la macchina di accensione (a causa di una codata di Tyra) si è staccata. Dino la ritrova poco dopo nei paraggi, ma decide di nasconderla in tasca per restare nel mondo dei dinosauri per ancora un po' di tempo. Tra le felci però vi sono Borace, Morris e Horace, tre ittiorniti che, vedendo i bambini, li scambiano per i figli di Tyra, scambiando anche la macchina del tempo per un uovo non ancora schiuso, e fanno quindi rapporto a Sarco e Surly, due malvagi Sarcosuchi, meglio conosciuti come Fratelli Sarco.
Quando i loro scagnozzi tornano e riferiscono (sotto minaccia di divorarli da parte di Surly) dei piccoli e dell'uovo, i Fratelli Sarco decidono di far rapire l'uovo ai loro scagnozzi, perché sanno che se lo rubassero attirerebbero Tyra nel loro territorio e potrebbero finalmente ucciderla, per regnare sulla Valle Alta (i due coccodrilli vogliono infatti impadronirsi della Valle Alta per potervi governare con tirannia e predare tutti i suoi abitanti). Intanto al nido, Dino e i suoi amici fanno la conoscenza di Orphan, un figlio adottivo di Tyra, un dinosauro sconosciuto (sicuramente inventato e forse non è nemmeno un dinosauro) iperattivo e strampalato che si affeziona subito ai suoi nuovi "fratellini". Nel frattempo Sue, all'ora di cena, scopre che Dino è scappato e che Giulia lo sta inseguendo. La donna dunque, intuendo (giustamente) che sia andato dal suo amico Max, va dal Dottor Santiago con l'intenzione di riprendersi il figlio, ma nel laboratorio il dottore e la donna trovano al posto della macchina un vero e proprio uovo di T-rex (quello appartenente a Tyra).
Il Dottor Santiago scopre quindi che c'è stato uno scambio biunivoco di materia (che ha scambiato la macchina del tempo con l'uovo vero) e si rende conto dunque, con grande rabbia di Sue, che i ragazzi sono finiti indietro nell'era dei dinosauri. Il giorno dopo i tre ragazzi partono alla ricerca della chiave di accensione (in realtà Dino lo fa per esplorare la zona per curiosità, avendo già con sé la chiave di accensione), ma sentendo un verso si spaventano e corrono verso un fiume. In realtà è Orphan che spaventandoli involontariamente, li fa cadere in acqua. Mettendosi su dei tronchi, affrontano le rapide con terrore di Giulia e Max ma con divertimento di Dino e Orphan, con la loro agilità, ma nell'urto con uno scoglio la chiave di accensione esce dalla tasca e va a finire vicino a un albero, dove viene poi ingoiata da Horace che l'aveva calpestata mentre lui e i compagni cercavano il nido di Tyra per rubare la macchina uovo. Arrivati sulla riva, i ragazzi battezzano il piccolo dinosauro col nome “Skiver” (data la sua abilità nello schivare gli scogli). Vengono ritrovati da Tyra che riporta a giocare nel mondo dei dinosauri.
Quando viene la sera vengono messi a dormire da Tyra, anche se Dino, provando a scappare per cercare la chiave di accensione (si è infatti accorto di averla persa) viene comicamente “messo in castigo” anche da Tyra (che lo fa dormire sotto il suo corpo per evitare che scappi). La mattina, Giulia scopre orme sconosciute appartenenti ai tre ittiorniti e i ragazzi, accompagnati da Skiver e Tyra, le seguono lungo il fiume, mentre Borace e i suoi ne approfittano per rubare l'uovo/macchina, e nel farlo Horace rigurgita la chiave di accensione. Dopo un'infruttuosa ricerca, Dino trova la chiave vicino al nido ma si lascia sfuggire di averla persa quando l'aveva in tasca per restare ancora un po' nel Mesozoico e per evitare una punizione da parte della madre, litigando con Max e Giulia, ma scoprono con disperazione che la macchina del tempo è stata rubata. Intanto nella tana dei Fratelli Sarco, questi ultimi si accorgono che, nonostante abbiano la macchina a uovo, Tyra non è ancora arrivata e Sarco ritiene quindi che non sia venuta perché per lei sono più importanti i piccoli già nati, così incarica Borace, Morris e Horace di portar loro uno dei piccoli di Tyra, sapendo che a quel punto verrà di sicuro (e se falliranno, saranno divorati da Surly, impaziente di farlo).
Nel presente, il Dr. Santiago spiega che la macchina ha un sistema automatico di ritorno dopo circa tre ore (per minimizzare i disturbi dovuti al balzo temporale) ma vedendo che ciò non avviene, Sue e Santiago lavorano insieme con grande impegno per costruire il più in fretta possibile un'altra macchina del tempo per raggiungere i ragazzi e riportarli a casa, usando l'auto di Sue per costruirla, ma quando sono pronti a partire, l'uovo si schiude e il cucciolo piumato di T-rex, che ne esce fuori, scappa e scorrazza per tutta la città seminando il caos, così i due decidono di inseguirlo. Intanto Dino pensa a cosa fare, e gli viene finalmente un'idea: ricordandosi che la mamma li obbliga sempre a lasciare un messaggio quando vanno fuori casa, decide di incidere un segno sulla Roccia del Mistero, affinché nel presente il Dr. Santiago e Sue capiscano come far funzionare la macchina (bagnandola con Frizzasoda), ma mentre si arrampica con l'aiuto di Skiver per incidere il segno sulla roccia, Giulia, che era rimasta a terra con Max e Tyra, viene rapita dai tre ittiorniti e Tyra, accortasi della cosa, li insegue infuriata, mentre Max li insegue cavalcando un Ornithomimus e Dino usa il suo turbo-skateboard, venendo però inseguito da uno stormo di Pterosauri. Tyra viene così attirata nella trappola dei Fratelli Sarco e combatte contro di loro, ma è svantaggiata perché i coccodrilli sono in due. Max arriva sulla scena ma viene anch'esso catturato dagli ittiorniti, mentre Dino (fuggito dagli Pterosauri), trovandosi su un'altura, imita attraverso il suo casco un verso per distrarre i Sarcosuchus e permettere a Tyra di riprendere le forze e batterli. Tyra raccoglie Max e Giulia mentre Dino cerca una strada per raggiungerli, ma viene scovato da Borace, Morris e Horace (che erano andati, su ordine dei due coccodrilli, a scoprire di chi erano quei ruggiti) e lo inseguono.
Finendo in un vicolo cieco su un ponte al di sopra di un pozzo di catrame, Dino è in trappola e Borace, Morris e Horace decidono di mangiarlo, ma Skiver lo salva imitando il ruggito di un T-rex e usando il teschio di un teropode, terrorizzando i tre poveri ittiorniti che finiscono nel catrame (anche se rimangono comunque vivi). Nel presente, Sue e il Dr.Santiago riescono finalmente a catturare il baby T-rex (usando ben 50 hamburger) e vedendo il segno inciso sulla Roccia del Mistero (Dino non aveva fatto in tempo a finirlo ma nel finale si scoprirà che è stato Skiver), capiscono che devono usare la Frizzasoda per attivare la macchina del tempo e così facendo riescono a viaggiare nel varco temporale. Dino e gli altri si ritrovano ma tornano i Fratelli Sarco, e i ragazzi decidono di scappare usando la macchina del tempo, avendo recuperato la chiave di accensione, ma nel farlo Sarco li scopre e spinge la macchina del tempo nel catrame con una codata. Finalmente stanno per partire, ma alla fine si rendono contro di essersi troppo affezionati a Mamma Dinosauro e a Skiver per abbandonarli al loro destino, così rinunciano, lasciando sprofondare la macchina del tempo nel catrame.
La lotta continua e mentre Sarco continua a combattere contro Tyra, Surly attacca i ragazzi, ma alla fine Dino sconfigge Surly, facendogli ingoiare il suo turbo-skateboard e attivando il turbo lo fa finire nella lava, uccidendolo. Furioso per l'uccisione del fratello, Sarco attacca i ragazzi, venendo fermato da Tyra. In quel momento però avviene un crollo causato nello scontro dai due enormi rettili e Tyra e Sarco finiscono sotto le macerie, apparentemente morti. Ma Sarco è ancora vivo e sta per divorare Dino e gli altri, ma in quel momento arrivano Sue e Santiago che spingono via con la macchina l'animale. Tuttavia il coccodrillo è ancora in piedi e si lancia addosso al gruppo per finirli, Tyra lo ferma. Avviene così lo scontro finale fra la tirannosaura e il coccodrillo gigante, durante il quale Sarco le da una codata e le salta addosso azzannandola alla gola per finirla. Apparentemente Tyra sta per morire, ma vedendo i suoi piccoli, Tyra usa tutta la sua forza e ferocia per liberarsi dalla presa di Sarco e scaraventare il malvagio coccodrillo nel catrame dove trova la morte. All'inizio Sue pensa che Tyra voglia attaccarli, ma poi Giulia e gli altri spiegano che li ha trattati come se fossero i suoi cuccioli e Tyra, vedendo che i ragazzi somigliano a Sue e a Santiago, capisce che quelli sono i veri genitori e perciò li restituisce ai due adulti, i quali le consegnano il suo vero cucciolo. In quel momento avviene il terremoto finale, con conseguente distruzione di tutta la Valle Bassa, mentre Tyra e gli altri riescono a fuggire. Dopo l'ultimo addio da parte dei ragazzi a Tyra e al suo cucciolo, il gruppo ritorna nel presente, accorgendosi però di essersi accidentalmente portati con loro Skiver.

## Personaggi
* Dino Fitzpatrick (Ernie): un ragazzino di 8 anni dai capelli rossi, residente a Terra Dino nonché grande fan dei dinosauri. È ribelle e scatenato, con un'abitudine unica ad infrangere le regole, ed è per questo motivo che spesso si trova in contrasto con la madre, che è severa e rigida, e in antagonismo con la sorella Giulia, che si diverte a beccare le sue malefatte. Sebbene a volte si dimostri piuttosto egoista e pensi solo a divertirsi senza pensare alle conseguenze (come ad esempio quando nasconde ai suoi amici di aver sempre avuto la chiave di accensione), vuole molto bene alla sorella e al suo amico Max. Si muove spesso con uno speciale turbo-skateboard con cui è molto abile ed è forse il più affezionato dei tre a Tyra.
* Max Santiago: un ragazzo di colore con gli occhiali, è il migliore amico di Dino ed è il figlio del Dottor Santiago e come il padre è un grande amante delle invenzioni e della scienza. A differenza di Dino è più riflessivo e prudente.
* Giulia Fitzpatrick (Julia): è la sorella minore di Dino, bionda e astuta nonché una grande detective (lo è diventata grazie alle tante volte in cui ha cercato di beccare Dino usando il suo cellulare). È spiona e infatti cerca sempre di far finire il fratello in punizione quando questi infrange le regole, ma nonostante questo in realtà vuole molto bene a Dino e sembrerebbe essere più matura del fratello maggiore.
* Tyra: una enorme femmina di tirannosauro rosa, amorevole e protettiva. Lei protegge la Valle Alta dai Fratelli Sarco, essendo il dinosauro più forte della zona, e subito si affeziona a Dino e ai ragazzi, ritenendoli i suoi piccoli. È anche determinata, forte e coraggiosa infatti lotta con tutte le sue forze quando deve salvare le persone a lei più care. Ha anche adottato nella sua vita ogni cucciolo di dinosauro della Valle Alta, anche se poi diventerà madre di un suo proprio cucciolo.
* Skiver/Orphan (in inglese Dodger): è un giovane dinosauro sconosciuto (frutto dell'immaginazione degli sceneggiatori) che ricorda vagamente un ornitorinco con il becco più corto. È iperattivo, strampalato, energico, un po' pasticcione e in certe occasioni anche piuttosto intelligente (come quando salva la vita a Dino). È uno dei cuccioli di dinosauri che sono stati adottati da Tyra e fin dal primo istante si affeziona subito ai suoi nuovi "fratellini", in particolare a Dino dato che entrambi sono scatenati ed energici.
* Sarco e Surly: conosciuti anche come Fratelli Sarco, sono due famelici sarcosuchi che vivono nella Valle Bassa, una zona spaventosa piena di lava e catrame e con frequenti terremoti, per cui le risorse di cibo sono in continuo declino. I due rettili progettano quindi di regnare sulla Valle Alta per poter predare tutti i suoi abitanti da superpredatori che sono, ma Tyra che protegge il suo regno li ostacola. Hanno la continua intenzione dunque di uccidere Tyra e la sua famiglia. Sarco è di colore marrone, ha le zampe più muscolose e una vela sul dorso e il suo aspetto ricorda molto la tigre dai denti a sciabola, poiché possiede due sporgenti zanne lunghe dal muso e sembrerebbe anche avere dei "capelli" in testa. È il più astuto, intelligente e crudele dei due. Surly è di colore verde, è il più grosso e vorace tra i due, con una gobba sotto la mascella inferiore e ha in mente la costante idea che Borace e i suoi siano del tutto inutili, con conseguente brama di volerli mangiare al loro primo fallimento. Alla fine saranno entrambi sconfitti: Sarco verrà ucciso da Tyra che lo farà finire nel catrame, mentre Surly verrà spedito nella lava, avendo ingoiato il turbo-skateboard di Dino.
* Borace, Morris e Horace: tre cattivi ma goffi e comici Ichthyornis, rispettivamente il leader che è il più serio e il più cattivo del trio, il più imbranato e impaurito e il più grasso e stupido. Temono molto i Fratelli Sarco, per cui compiono ogni genere di missione e raccolgono costanti informazioni su Tyra, perché sanno che al minimo passo falso, i rettili potrebbero divorarli. Alla fine finiranno nel catrame, spaventati da un trucco di Skiver.
* Sue Fitzpatrick: la madre di Dino e Giulia. È sostenitrice dell'educazione dei giovani, membro dell'associazione Genitori-Insegnanti, tanto da aver vinto il premio di “Mamma dell'Anno”, severa, rigida e contraria ai compromessi, tanto che obbliga sempre i figli a lasciarle un messaggio se escono fuori casa e ammette nel film che spesso controllava perfino quante volte masticavano nei pasti. Nonostante questo però vuole molto bene a Dino (che verso la fine del film ammette che è sempre stato sveglio) e Giulia. Una cosa divertente da notare nel film è che lei all'inizio è contraria ai grassi saturi e alla Frizzasoda, ma dopo averla assaggiata come il figlio non ne potrà più fare a meno (ne scola una dopo l'altra!).
* Dottor Diego Santiago: il padre strampalato e divertente di Max, è uno scienziato che ha creato molti robot e che ha modernizzato con essi la casa ed è colui che ha creato, dopo quattro anni di continui tentativi ed errori, la macchina del tempo, la sua invenzione più impegnativa. Ha una buona conoscenza delle sue invenzioni e della scienza e questo sarà fondamentale per lui e Sue per recuperare i propri figli nel passato.
* Baby T-Rex: è il vero cucciolo di Tyra, è piumato e già alla schiusa si dimostra piuttosto aggressivo e vorace di carne. Si schiuderà nella seconda parte del film e alla fine verrà restituito a Tyra, la sua vera madre.